# Station Minami-Tatsumi
Station Minami-Tatsumi (南巽駅, Minami-Tatsumi-eki) is een metrostation in de wijk Ikuno-ku, Osaka, Japan. Het wordt aangedaan door de Sennichimae-lijn en is tevens de eindhalte van deze lijn.

## Treindienst

### Sennichimae-lijn(stationsnummer S24)
| 1-2 | ■ Sennichimae-lijn | richting Tsuruhasi, Namba, Awaza en Nodahanshin |

## Geschiedenis
Het station werd in 1981 geopend aan de Sennichimae-lijn.

## Overig openbaar vervoer
Bussen 10, 18A en 30

## Stationsomgeving
- Saint Marc (restaurantketen)
- Daily Yamazaki
- Lawson
- Nakau
- Torikizoku (izakaya)
- Tatsumi-schrijn
- U-Bank Eiwa
- Autoweg 479

Nodahanshin · Tamagawa · Awaza · Nishi-Nagahori · Sakuragawa · Namba ·  Nippombashi · Tanimachi Kyūchōme · Tsuruhashi · Imazato · Shin-Fukae · Shōji · Kita-Tatsumi · Minami-Tatsumi